# لوئیس اکونیا
لوئیس اکونیا (انگلیسی: Luis Acuña؛ زادهٔ ۲۰ ژانویهٔ ۱۹۸۹) بازیکن فوتبال اهل آرژانتین است.
از باشگاه‌هایی که در آن بازی کرده‌است می‌توان به باشگاه فوتبال ولز سارسفیلد اشاره کرد.